# Semionovca, Hîncești
Semionovca este un sat din cadrul comunei Mingir din raionul Hîncești, Republica Moldova.
Localitatea a mai purtat în trecut și denumirea de Regina Maria.

## Demografie

### Structura etnică
Structura etnică a localității conform recensământului populației din 2004:
| Grup etnic                    | Populație | % Procentaj |
| ----------------------------- | --------- | ----------- |
| Băștinași declarați Moldoveni | 43        | 97,73%      |
| Ucraineni                     | 1         | 2,27%       |
| Total                         | 44        |             |